# Président de la république du Tadjikistan
Le président du Tadjikistan est le chef de l'État et de facto chef du gouvernement de la République du Tadjikistan. Le président dirige le pouvoir exécutif du gouvernement du pays et est le commandant en chef des forces armées du Tadjikistan.

## Histoire de la présidence
Le premier président du Tadjikistan est Qahhor Mahkamov, qui occupe le poste de premier secrétaire du Parti communiste du Tadjikistan (en) avant d'être nommé président de la République socialiste soviétique du Tadjikistan en novembre 1990. Qahhor Mahkamov est alors à la fois premier secrétaire et président, mais est il est contraint de démissionner en août 1991 en raison de l'impopularité de son soutien au coup d'État d'août 1991 à Moscou et des manifestations de rue qui en ont résulté à Douchanbé.
De 1991 à 1992, le poste de président change de mains à plusieurs reprises en raison des changements politiques et de l'incertitude qui suivent la dissolution de l'Union soviétique et des troubles sociaux et de la violence durant de la guerre civile au Tadjikistan. Depuis 1994, Emomali Rahmon occupe le poste de président. Les élections présidentielles ont eu lieu pour la dernière fois en 2020.
Les élections présidentielles au Tadjikistan ont toujours été critiquées par les observateurs internationaux comme étant injustes et favorisant le parti au pouvoir.

## Élection
Le président tadjik est élu au scrutin uninominal majoritaire à deux tours pour un mandat de sept ans renouvelable indéfiniment. Si aucun candidat ne remporte la majorité absolue de l'ensemble des votants — y compris ceux votant blancs ou nuls — au premier tour, un second est organisé entre les deux candidats arrivés en tête entre 15 et 31 jours après le premier tour, et le candidat réunissant le plus de suffrages est déclaré élu. Le scrutin est cependant soumis à un quorum de participation de 50 % des inscrits pour être reconnu valide. À défaut, il est procédé à un nouveau scrutin,.
La constitution de 1994 limitait initialement les présidents à un seul mandat de cinq ans. Elle est cependant amendée par référendum en 2003 afin de faire passer leur durée à sept ans et la limitation à deux, tout en remettant à zéro le compteur du nombre de mandats passés. Un second référendum en 2016 a par la suite aboli toute limitation,.
Les candidats doivent être âgés d'au moins trente cinq ans, parler la langue nationale, avoir résidé dans le pays depuis plus de dix ans, et recueillir les signatures d'au moins 5 % du total des électeurs inscrits sur les listes électorales. Seules les candidatures présentées par des partis politiques sont autorisées, rendant impossible la présence de candidats indépendants.

## Rôle constitutionnel
Le président du Tadjikistan est le chef de l'État et de facto le chef du gouvernement, ce qui en fait le plus haut fonctionnaire du gouvernement du pays. Le président est élu au suffrage national et était historiquement limité à un mandat de sept ans qui ne pouvait être renouvelé qu'une seule fois, jusqu'à l'abolition de la limitation des mandats. Le président est également le commandant en chef de l'armée nationale tadjike. Outre le bureau exécutif du président, il existe un Conseil de sécurité (en) qui conseille le président sur les questions de sécurité nationale. En tant que commandant en chef suprême, il a également le droit d'utiliser le Centre de gestion des forces armées, qui servirait de principal centre de commandement militaire pour le président, à l'instar du Centre de gestion de la défense nationale des forces armées russe.

### Bureau exécutif
Le bureau du président, composé de 5 départements et 24 bureaux, est le bras exécutif du président, les suivants sont les plus importants :
- Département des droits constitutionnels des citoyens
- Département des Affaires Publiques, de l'Information et des Affaires Culturelles
- Département de politique sociale
- Département de politique économique

Le président dispose également de cinq conseillers d'État qui l'aident sur les questions politiques :
- Conseiller d'État pour les questions économiques
- Conseiller d'État aux Affaires internationales
- Conseiller d'État pour les questions scientifiques et sociales
- Conseiller d'État chargé des affaires publiques, de l'information, de la culture et de l'État
- Conseiller d'État pour la défense et le maintien de l'ordre

## Résidence
Depuis 2008, le Palais de la Nation (en) (également appelé Kohi Millat ou Maison Blanche) est la résidence officielle du président du Tadjikistan. Le président reçoit régulièrement des dignitaires étrangers et des hauts fonctionnaires au palais, et organise des événements publics dans sa salle principale. Le palais ouvre ses portes en août 2008 et est représenté au dos d’un billet de 500 somoni.
Jusqu'en 2008, la résidence présidentielle est située à un endroit différent, dans un bâtiment construit en 1957,, qui servait autrefois de siège au Comité central du Parti communiste du Tadjikistan. À l'époque soviétique, le bâtiment accueille des dignitaires tels que Raul Castro, Hô Chi Minh, Nikita Khrouchtchev, Léonid Brejnev et Boris Eltsine. En 2017, ce bâtiment devient le bureau temporaire du maire de Douchanbé. En février 2020, il est annoncé que l'ancien palais serait démoli.